# クヴェラゲルジ

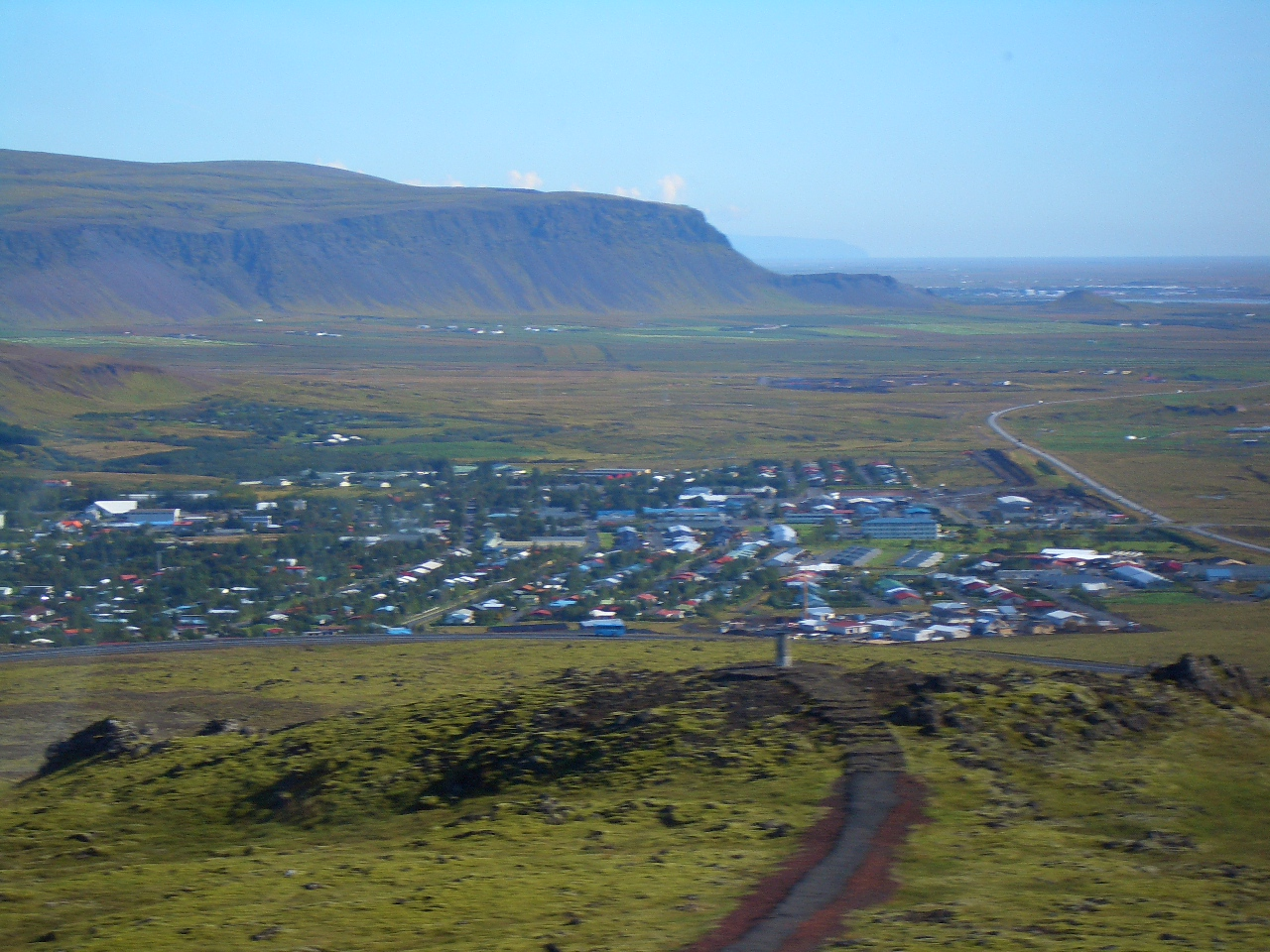
全景

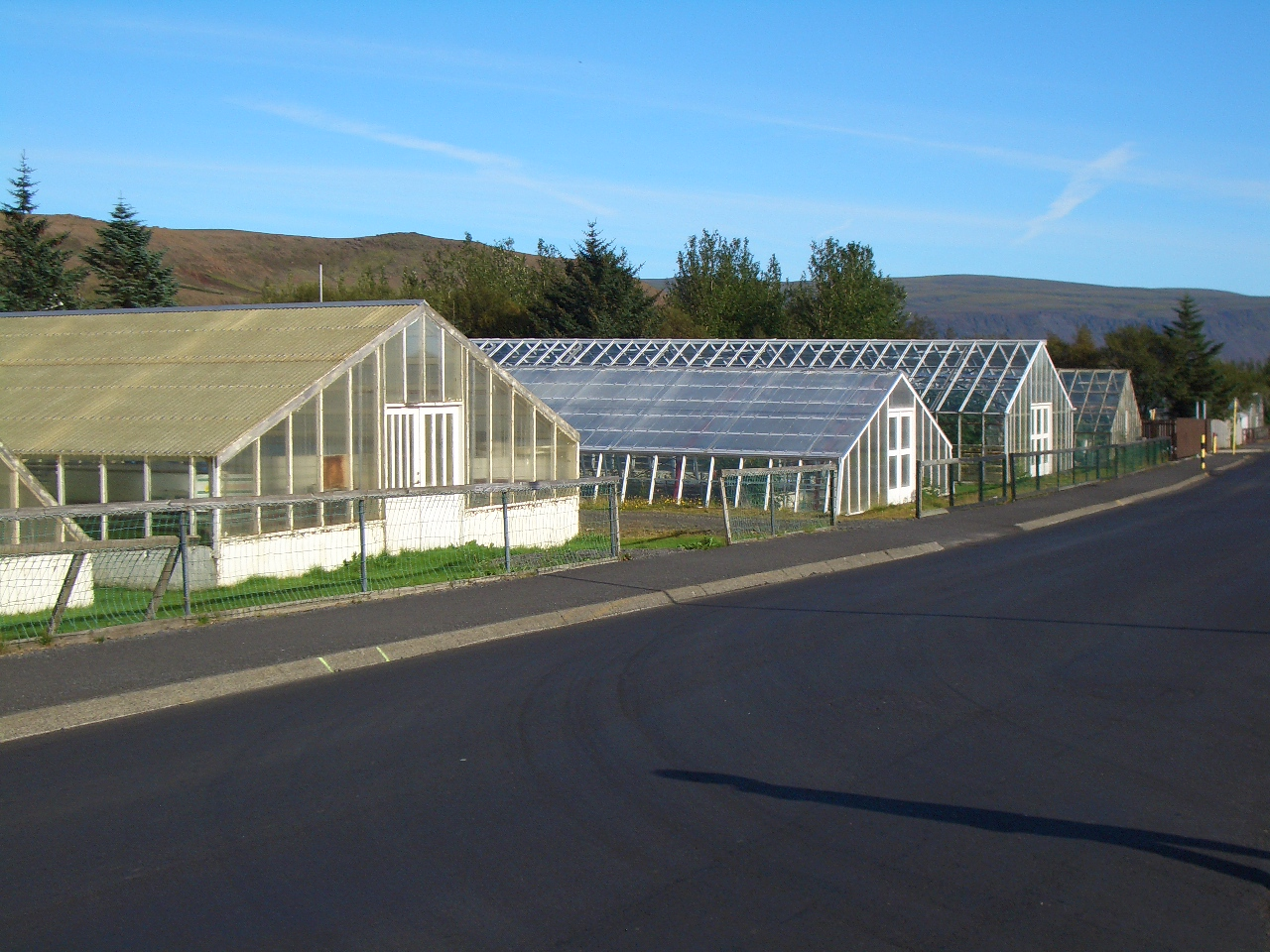
温室

クヴェラゲルジ（アイスランド語: Hveragerði）はアイスランド南部、首都レイキャヴィークの約45キロメートル東に位置する小さな町である。
活発な地熱地帯に位置し、その地熱を利用した温室農業が盛んである。一般的な観葉植物からバナナ、サボテンといった熱帯植物まで栽培され、アイスランド産のトロピカルフルーツが国内向けに出荷されている。
レイキャヴィークに比べ晴天率が高く、オーロラ鑑賞に向いている。これは町の西部にそびえる小高い山が、海上から来る雲をさえぎるためである。